# Signetics
A Signetics, outrora um importante participante na fabricação de semicondutores nos Estados Unidos, produziu uma série de dispositivos os quais incluíam circuitos integrados, transistores bipolares e MOS, o circuito Dolby, circuitos lógicos, de memória e circuitos analógicos e clones de CPUs da Motorola, alguns das quais foram incluídos nos primeiros Vídeo-games da Atari.